# Ciudad del Plata
Ciudad del Plata ist eine Stadt in Uruguay.

## Geographie
Sie befindet sich auf dem Gebiet des Departamento San José in dessen Sektor 6 am Río de la Plata. Die westlich der Mündung des Río Santa Lucía gelegene Stadt umfasst die dort gelegenen, vormals 19 eigenständigen Siedlungen des Gebietes zwischen Río Santa Lucía und Río de la Plata bis zum Kilometerpunkt 35 der Ruta 1, das auch als Rincón de la Bolsa bekannt ist. Dazu zählen unter anderem die Orte Delta del Tigre y Villas, Playa Pascual, Safici (Parque Postel), Santa Mónica und Monte Grande, die nunmehr Barrios der Ciudad del Plata sind. Etwa 30 km östlich befindet sich die Hauptstadt Montevideo, als deren Satellitenstadt die Ciudad del Plata bezeichnet wird.

## Geschichte
Die Stadt entstand auf der Grundlage des am 25. Oktober 2006 verkündeten Ley Nº 18.052. Im Jahr 2010 entstand durch Umsetzung des Dezentralisierungsgesetzes zudem das Municipio de Ciudad del Plata, das auch die nahegelegenen ländlichen Gebiete einschließlich Wilson und Galland umfasst und dessen Ausdehnung sich bis Kilometer 39 der Ruta 1 erstreckt.

## Infrastruktur
Durch die Ciudad del Plata führt die Ruta 1. Die Stadt bildet ein wichtiges Industriezentrum des Landes und verfügt über zahlreiche hier angesiedelte Firmen. Vor Ort findet sich auch eines der wichtigsten Sandabbaugebiete des Landes. Mit dem Playa Penino verfügt die Ciudad del Plata zudem über ein großes, ökologisch bedeutsames Gebiet, in dem eine Vielzahl verschiedener Vogelarten ansässig sind.

## Einwohner
Die Einwohnerzahl von Ciudad del Plata beträgt 31.146 (Stand: 2011), davon 15.204 männliche und 15.942 weibliche.
| Jahr | Einwohner |
| ---- | --------- |
| 2011 | 31.146    |

Quelle: Instituto Nacional de Estadística de Uruguay